# Firmo (Cosenza)
Firmo (albanès Ferma) és un municipi italià, dins de la província de Cosenza. L'any 2006 tenia 2.365 habitants. És un dels municipis on viu la comunitat arbëreshë. Limita amb els municipis d'Altomonte, Lungro i Saracena.

## Administració
| Període | Identitat                 | Partit        |
| ------- | ------------------------- | ------------- |
| 2006-   | Antonio Salvatore Palermo | Llista cívica |